# Strunný nástroj

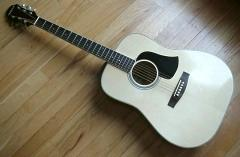
Westernová kytara

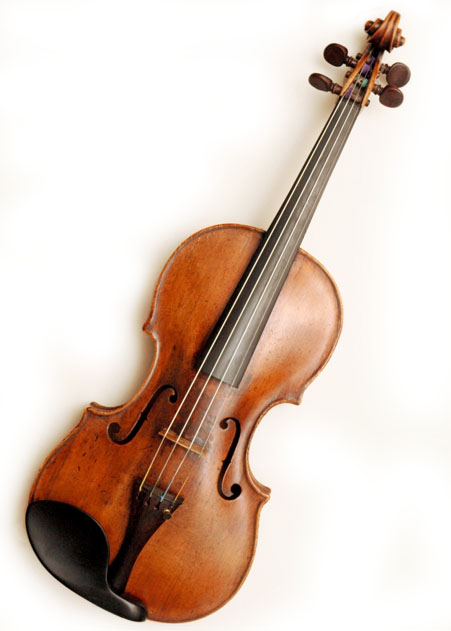
Housle

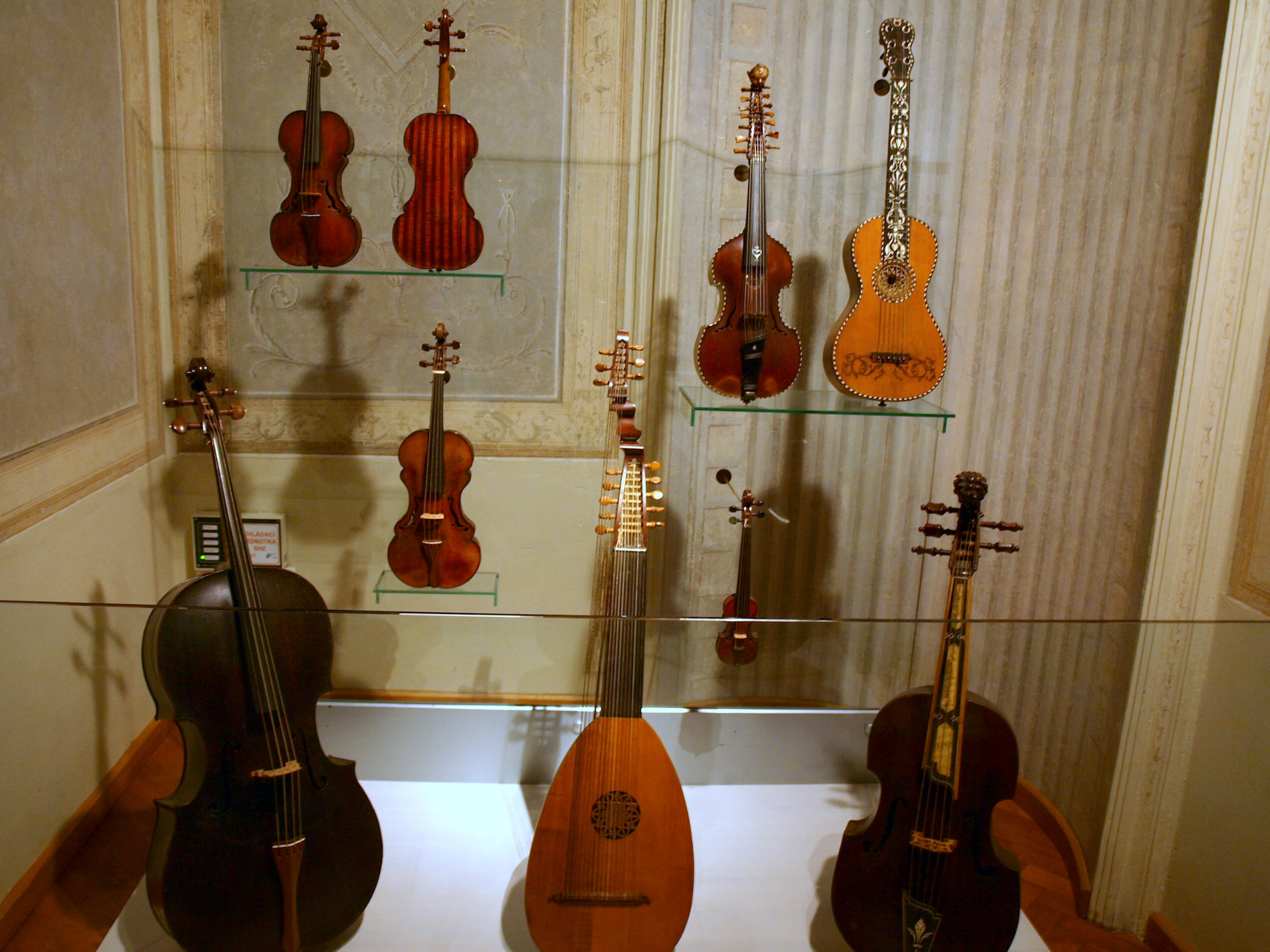
Historické chordofony v Českém muzeu hudby

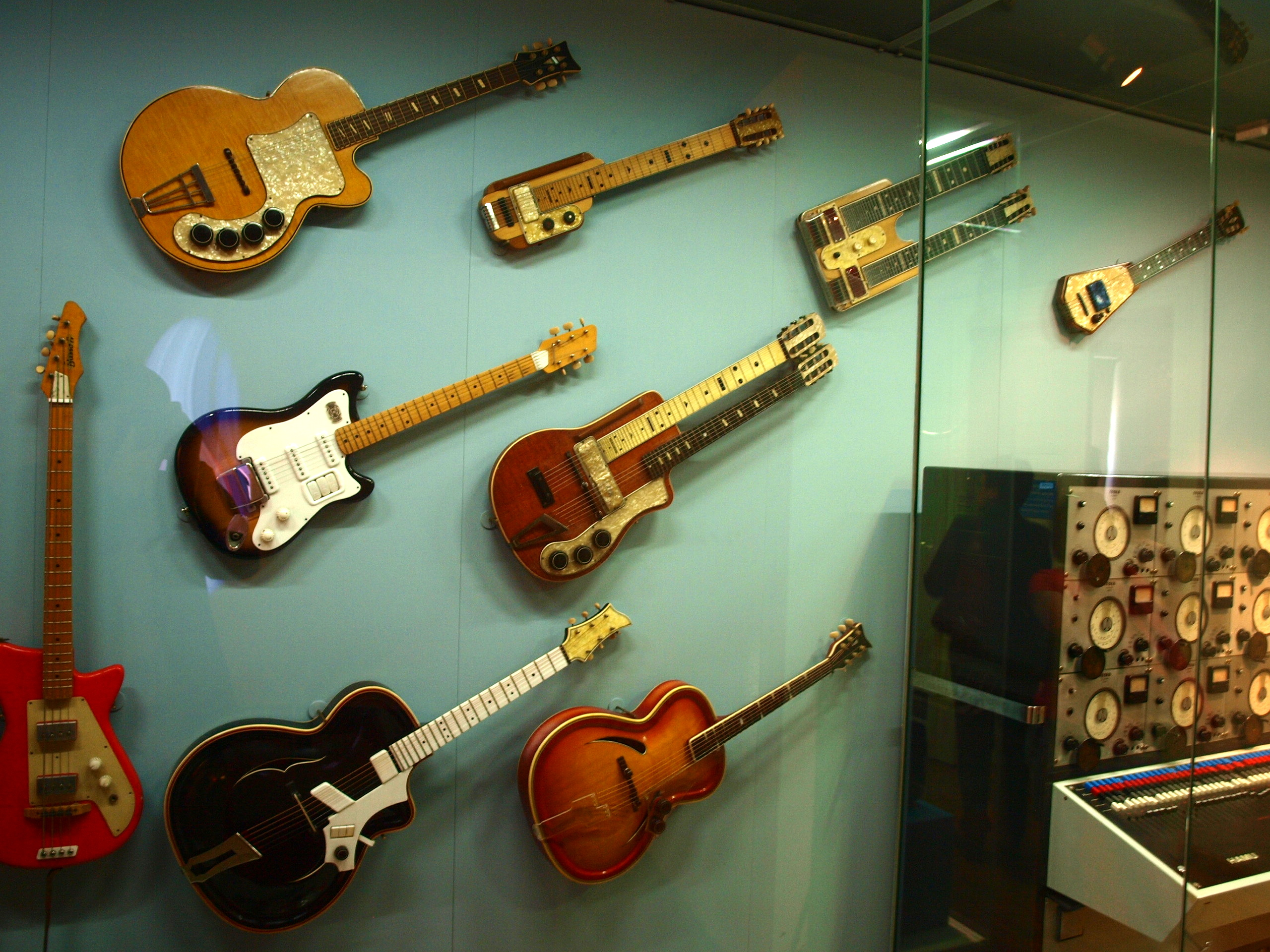
Elektrické kytary, České muzeum hudby

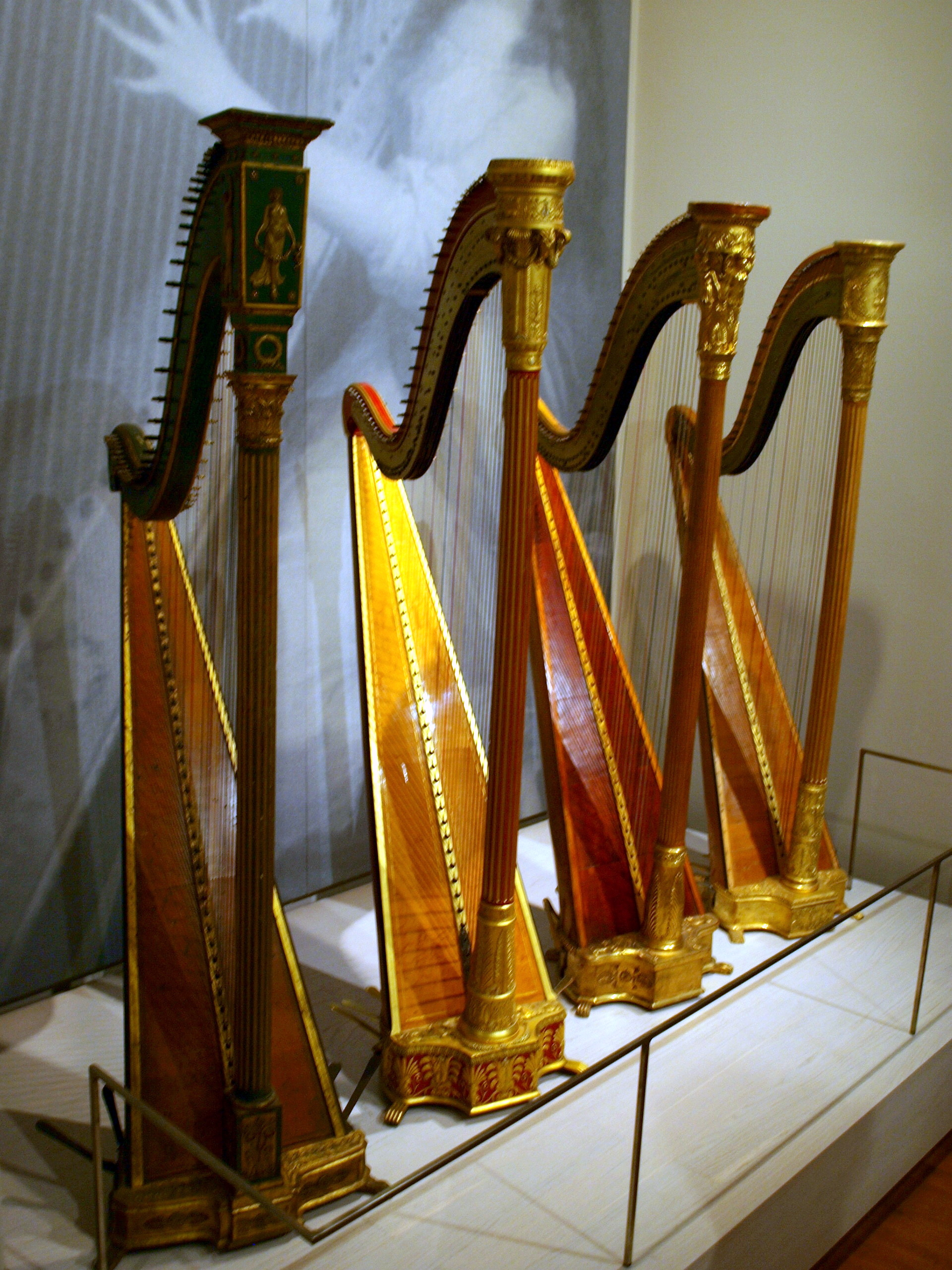
Harfy, České muzeum hudby

Strunný nástroj (podle Sachsovy–Hornbostelovy klasifikace chordofon) je typ hudebního nástroje, u kterého je zdrojem zvuku chvějící se struna, napnutá mezi dvěma body. Mezi nejrozšířenější strunné nástroje patří např. housle, kytara a klavír. Jedním z nejstarších strunných hudebních nástrojů je harfa.

## Rozdělení
- smyčcové – housle, viola, violoncello, kontrabas, octobas, erhu
- drnkací (nebo trsací):
  - s hmatníkem – kytara, loutna, balalajka, banjo, mandolína, citera
  - bez hmatníku – harfa, lyra
- kolové (či třecí) – niněra
- úderné (nebo kladívkové):
  - Klávesové – klavír, cembalo
  - Neklávesové – cimbál, santur

## Systematika
Hornbostel a Sachs je rozdělují do dvou hlavních skupin. Rozdíl mezi nimi je, že po odstranění rezonátoru u jednoduchých chordofonů by ještě mohly vydávat zvuk (například odstranění desky u klavíru); zatímco odstraněním rezonátoru u složených chordofonů by se vydávání zvuku zcela znemožnilo (například odstraněním trupu houslí).
| Název                                  | Popis                                                                          | Zástupci               |
| -------------------------------------- | ------------------------------------------------------------------------------ | ---------------------- |
| 31 Chordofony jednoduché neboli citery | na nástroj by se dalo hrát i bez rezonátoru                                    |                        |
| 311 Citery tyčové                      | nosič strun má formu tyče                                                      |                        |
| 311.1 Hudební luky                     | nosič strun je ohebný (a ohnutý)                                               | hudební luk            |
| 311.2 Hudební tyče                     | nosič strun není ohebný                                                        | vozembouch             |
| 312 Citery tubulární                   | nosičem strun je široce vyklenutá deska                                        |                        |
| 312.1 Zcela tubulární citery           | nosičem strun je úplná trubice                                                 |                        |
| 312.2 Zpola tubulární citery           | struny jsou natažené přes vypouklou stranu žlabu                               |                        |
| 313 Citery prámové                     | nosič strun je sestaven z trubicových dílů vázaných na způsob prámu            |                        |
| 313.1 Idiochordické prámové citery     |                                                                                |                        |
| 313.2 Heterochordické prámové citery   |                                                                                |                        |
| 314 Citery deskové                     | nosičem strun je deska                                                         |                        |
| 314.1 Pravé deskové citery             | struny jsou vedeny paralelně s nosičem strun                                   | klavír, citera, cimbál |
| 314.2 Nepravé deskové citery           | struny jsou vedeny kolmo k nosiči strun                                        |                        |
| 315 Citery skořepinové                 | struny jsou vedeny přes otevřenou část skořepiny                               |                        |
| 315.1 Bez rezonátoru                   |                                                                                |                        |
| 315.2 S rezonátorem                    |                                                                                |                        |
| 316 Citery rámové                      | struny jsou napjaty volně uvnitř rámu                                          |                        |
| 316.1 Bez rezonátoru                   |                                                                                |                        |
| 316.2 S rezonátorem                    |                                                                                |                        |
| 32 Chordofony složené                  | na nástroj nelze hrát bez rezonátoru                                           |                        |
| 321 Loutny                             | struny jsou vedeny paralelně s vrchní deskou nástroje                          |                        |
| 321.1 Loutny lukové                    | každá struna má svůj ohýbatelný nosič                                          |                        |
| 321.2 Loutny jařmové neboli lyry       | rezonátorem je přírodní nebo uměle vytvořená skořepina                         | lyra, barbiton         |
| 321.3 Loutny s rukojetí                | nosičem strun je jednoduchá rukojeť                                            | housle, kytara         |
| 322 Harfy                              | struny jsou napjaty kolmo k rezonanční desce                                   |                        |
| 322.1 Harfy obloukové                  | harfa nemá sloup                                                               |                        |
| 322.1 Harfy rámové                     | harfa má sloup                                                                 | harfa                  |
| 323 Harfy loutnové                     | struny jsou napjaty kolmo a spojovací linie konců strun je kolmá ke směru krku |                        |